# Aeroportul Krabi
Aeroportul Krabi (în thailandeză ท่าอากาศยานนานาชาติกระบี่) (IATA: KBV, ICAO: VTSG) este un aeroport din Nuea Khlong⁠(d), Districtul Nuea Khlong, Provincia Krabi, Thailanda ce deservește zona Krabi⁠(d). Aeroportul a fost tranzitat în 2020 de 1.318.568 de pasageri. A fost numit după zona deservită.
Situat la o altitudine de 28 m, aeroportul dispune de 1 pistă.

## Infrastructură

### Piste
Aeroportul dispune de o singură pistă. Pista 14/32 are suprafața de beton și dimensiunile 3.000 m × 45 m. 